# Davey Rimmer
Davey Rimmer (* 6. prosince, 1965) je hráč na baskytaru v britské progressive rockové skupině Uriah Heep, kde působí od roku 2013, kdy nahradil Trevora Boldera.

Je také členem skupiny Elegant Weapons, jejímiž členy jsou Richie Faulkner (Judas Priest), Ronnie Romero (Rainbow, Michael Schenker Group) a Christopher Williams (Accept, Gene Simmons Band).
Dříve byl členem skupiny Camden Town. Davey Rimmer je levoruký baskytarista.

## Diskografie
s Uriah Heep
- Outsider (2014)
- Live at Koko London (2014)
- Living The Dream (2018)

#### s Elegant Weapons
- Horns of a Halo (2023)